# Poonia
Poonia, även kallat Punia eller Puniya, är en klan eller gotra i Indien som tillhör jaternas kast.